# Lego Batman: Ligába csalva
A Lego Batman: Ligába csalva (eredeti cím: Lego DC Comics: Batman Be-Leaguered) 2014-ben bemutatott amerikai 2D-s számítógépes animációs szuperhősfilm, amelyet Rick Morales rendezett.
Amerikában 2014. október 27-én mutatták be a Cartoon Networkön, Magyarországon pedig szintén a Cartoon Networkön volt látható.

## Szereplők
| Szerep                         | Eredeti hang             | Magyar hang       |
| ------------------------------ | ------------------------ | ----------------- |
| Batman / Bruce Wayne           | Troy Baker               | Dolmány Attila    |
| Aquaman / Arthur Curry         | Dee Bradley Baker        | Schmied Zoltán    |
| Denevér                        | Dee Bradley Baker        |                   |
| Csodanő / Diana Prince         | Grey DeLisle             | Pap Katalin       |
| Lois Lane                      | Grey DeLisle             | Pap Katalin       |
| Lex Luthor                     | John DiMaggio            | Juhász György     |
| Joker                          | John DiMaggio            | Galbenisz Tomasz  |
| Pingvin                        | Tom Kenny                | Faragó András     |
| Superman / Kal-El / Clark Kent | Nolan North              | Fehér Tibor       |
| Alfred Pennyworth              | Nolan North              | Németh Gábor      |
| Kiborg / Victor Stone          | Khary Payton             | Horváth Illés     |
| Denevérsrác                    | Paul Reubens             | Zámbori Soma      |
| Fagy kapitány                  | Kevin Michael Richardson | Haás Vander Péter |
| Fekete Rája                    | Kevin Michael Richardson | Kárpáti Levente   |
| Villám / Barry Allen           | James Arnold Taylor      | Kossuth Gábor     |